# Себежский национальный парк

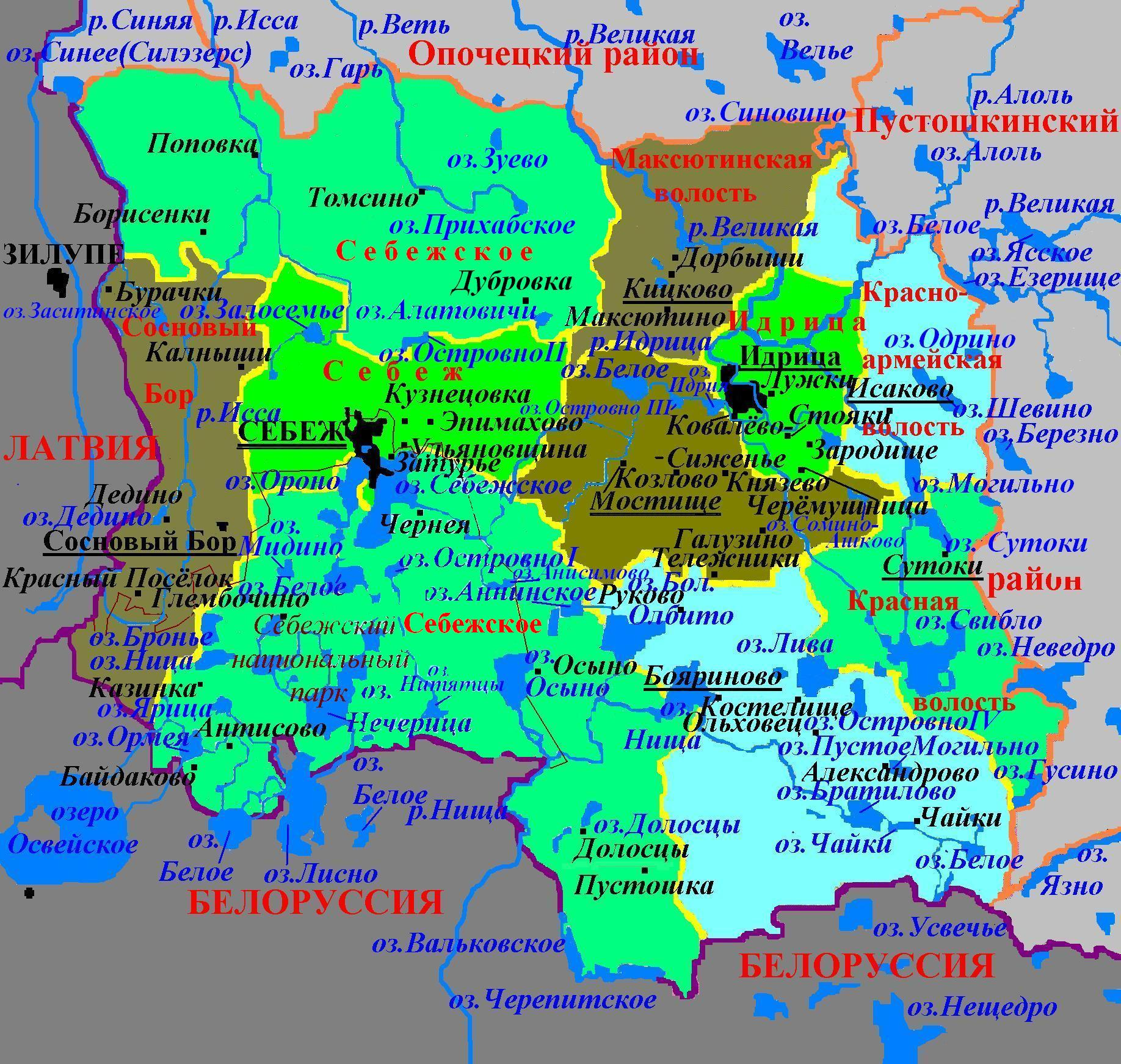
Себежский национальный парк на административной карте района (границы парка — на юго-западе — тёмно-красного цвета)

Национа́льный парк «Се́бежский» расположен в Себежском районе Псковской области. Образован Постановлением Правительства РФ 8 января 1996 года с целью сохранения уникального природного комплекса южной части Псковской области.

## История парка
Первоначальная идея создания особо охраняемой природной территории принадлежит В.А. Исаченкову, профессору, доктору географических наук, который подготовил научное обоснование его образования. Национальный парк был образован 8 января 1996 г. с целью сохранения природных комплексов и объектов, имеющих особую экологическую, историческую и эстетическую ценность и создания условий для развития организованного отдыха населения. Первым директором стал Безобразов Дмитрий Сергеевич, который проработал в парке 13 лет.
С 2025 года национальный парк участвует в качестве одной из площадок волонтёрских программ Благотворительного Фонда Потанина («Школа Фонда»).

## Территория
Площадь национального парка составляет 50 021 га (500,21 км²), в состав земель входят:
- 22 803 га — земли лесного фонда, предоставленные во владение национальному парку
- 6 920 га — земли водного фонда
- 18 678 га — сельскохозяйственные земли без изъятия
- 1 080 га — земли г. Себежа без изъятия
- 540 га — земли запаса без изъятия

На юге заповедник граничит с Белоруссией, на западе — с Латвией.
Располагается на водоразделе бассейнов рек Западная Двина и Великая, все реки парка относятся к бассейну Западной Двины. Наиболее крупными реками являются: Чернея (впадает в Себежское озеро), Нища (вытекает из озера Нища), Свольна (вытекает из Нечерицы).
На территории располагаются озера Себежское, Ороно, Белое, Нечерица, Осыно, Нища и другие, а также ряд населённых пунктов.
Административно парк охватывает (частично) территории ряда муниципальных образований Себежского района: двух городских поселений «Себеж» и «Сосновый Бор», а также одного сельского поселения, муниципального образования «Себежское» (трёх бывших сельских поселений: Глембочинская, Лавровская и Долосчанская волости).

## Климат
Климат территории умеренно-континентальный. Зима мягкая, а лето прохладное. В январе средняя температура — − 8 °С, в июле средняя температура — 17 °С. Среднегодовое количество осадков составляет 600—700 мм.

## Природа

### Фауна
В парке обитает более 3000 объектов животного мира, в том числе 26 видов, занесенных в Красную книгу РФ и 83 вида, занесенных в Красную книгу Псковской области. Это 2681 вид беспозвоночных животных и 320 видов позвоночных животных, в том числе 32 вида рыб, 8 видов земноводных, 5 видов рептилий, 225 видов птиц и 51 вид млекопитающих. К крупным млекопитающим относятся бурый медведь, рысь, серый волк, дикий кабан, лось и косуля.
Виды птиц, обитающие на территории национального парка и занесённые в Красную Книгу России:
- Белая куропатка Lagopus lagopus (подвид среднерусская белая куропатка L. l. rossicus)
- Малый лебедь Cygnus bewickii
- Пискулька Anser erythropus
- Чернозобая гагара Gavia arctica (центрально-европейская популяция)
- Чёрный аист Ciconia nigra
- Красношейная поганка Podiceps auritus
- Кобчик Falco vespertinus
- Сапсан Falco peregrinus
- Скопа Pandion haliaetus
- Орлан-белохвост Haliaeetus albicilla
- Змееяд Circaetus gallicus
- Малый подорлик Aquila pomarina
- Большой подорлик Aquila clanga
- Беркут Aquila chrysaetos
- Кулик-сорока Haematopus ostralegus (материковый подвид H. o. longipes)
- Золотистая ржанка Pluvialis apricaria (подвид южная золотистая ржанка P. a. apricaria)
- Клуша Larus fuscus
- Чеграва Hydroprogne caspia
- Малая крачка Sterna albifrons
- Обыкновенная горлица Streptopelia turtur
- Филин Bubo bubo
- Сизоворонка Coracias garrulus
- Овсянка-ремез Ocyris rusticus

### Флора
На территории парка зафиксировано 1355 видов растений. 
Лесные массивы представлены южно-таежными хвойными лесами с участием широколиственных пород и вторичными мелколиственными лесами. В них известно 215 видов лесных растений. В древостое к основным породам (ели европейской и сосне обыкновенной) примешиваются липа сердцелистная, ясень обыкновенный, клен платановидный и дуб черешчатый, а в подлеске наряду с рябиной обыкновенной и крушиной ломкой нередки лещина обыкновенная, бересклет бородавчатый. В густом и разнообразном травяном покрове широко распространены дубравные виды (копытень, печеночница, сныть и другие).
В связи с наличием в парке большого числа озёр довольно разнообразна водная флора. Здесь известно 140 видов водных и прибрежных растений.

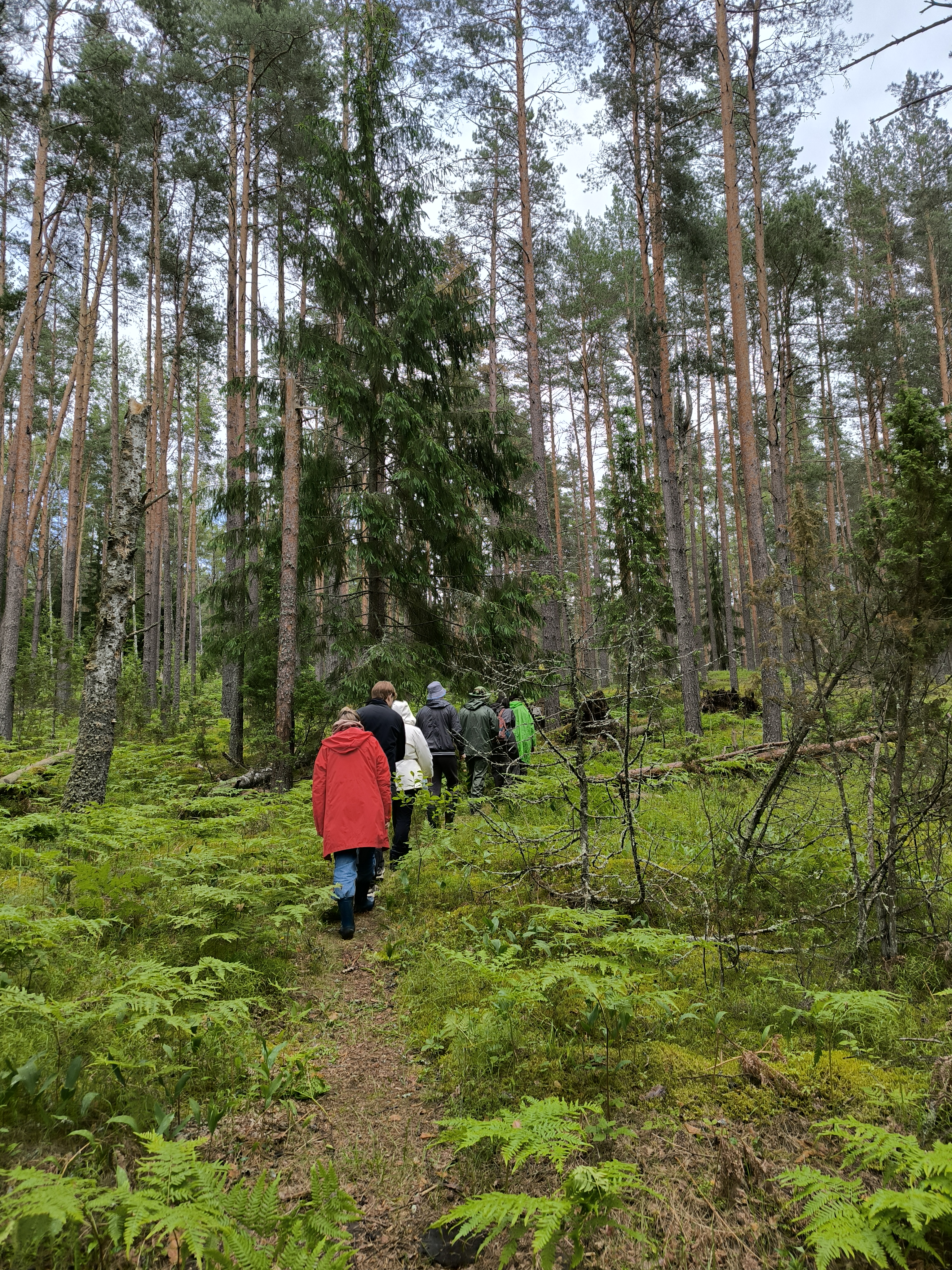
Лесной массив в Себежском национальном парке. На маршруте экологической тропы «Большой Гребёл», 2025 год

Из пищевых и лекарственных растений в парке широко распространены клюква болотная, брусника, черника.